# Ejendomsforbehold
Ejendomsforbehold er et retsinstitut, der giver en sælger, der sælger på kredit, mulighed for at skaffe sig sikkerhed for købesummens betaling. Ejendomsforbehold er trods navnet ikke en betignet ejendomsret, men en særegen form for panteret, så køberen ikke kan pantsætte aktivet på samme måde, som hvis han havde den ubetingede ejendomsret.
Sælgeren forbeholder sig ejendomsretten til det solgte, og kan med fogedrettens hjælp tage tingen tilbage, hvis køberen ikke overholder sine forpligtelser efter kontrakten. Typisk vil det være, når køberen ikke betaler afdrag på kreditten, men det kan også være, hvis køberen ellers (væsentligt) misligholder aftalen, fx en aftalt pligt til at holde aktivet forsikret.
Kreditsælgeren kan i forbrugerkøb ikke forlange andet end det solgte, og når det er taget tilbage, består der ikke længere noget retsforhold mellem køber og sælger. Sælger kan som altovervejende hovedregel ikke kræve den resterende del af købesummen betalt.
Ifølge tinglysningsloven § 42 d skal ejendomsforbehold ligesom underpant i køretøjer tinglyses for at opnå beskyttelse mod aftaler, der i god tro indgås om køretøjet, og mod retsforfølgning.
Selvom tingen er faldet i værdi, kan sælger ikke ved tilbagetagelsen forlange erstatning for værdiforringelsen. Køberen kan kun blive erstatningsansvarlig for skader på det solgte, såfremt disse skader er påført forsætligt eller groft uagtsomt.
Forhandlergrundsætningen kan fortrænge et gyldigt taget ejendomsforbehold. Tilbagetagelse af salgsgenstanden kan desuden hindres af reglerne om trangsbeneficiet (retten til et beskedent hjem).

## Forudsætninger for ejendomsforbehold i forbrugerkøb
- Ejendomsforbeholdet skal være aftalt senest ved overgivelse af tingen til forbrugeren
- Det samlede beløb der skal betales skal overstige 2.000 kr.
- Kreditkøbet skal ikke være sket i henhold til en aftale om kredit med variabelt lånebeløb, og
- Sælgeren ved overgivelse af det solgte skal have fået udbetalt mindst 20 % af kontantprisen.